# Grammy Award for Best Southern, Country or Bluegrass Gospel Album

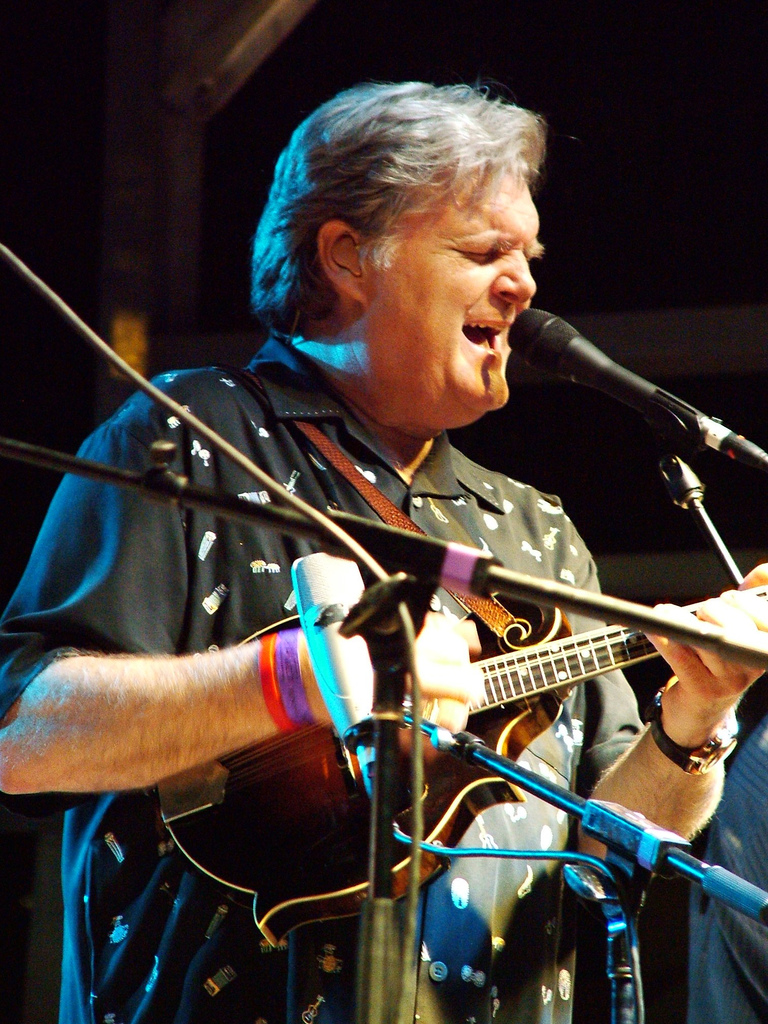
Ricky Skaggs hat den Grammy Award for Best Southern, Country or Bluegrass Gospel Album zwei Mal gewonnen

Der Grammy Award for Best Southern, Country or Bluegrass Gospel Album, auf Deutsch „Grammy-Auszeichnung für das beste Southern-, Country- oder Bluegrass-Gospelalbum“, ist ein Musikpreis, der von 1991 bis 2011 von der amerikanischen Recording Academy im Bereich der Gospelmusik verliehen wurde.

## Geschichte und Hintergrund
Die seit 1959 verliehenen Grammy Awards werden jährlich in zahlreichen Kategorien von der Recording Academy in den Vereinigten Staaten vergeben, um künstlerische Leistung, technische Kompetenz und hervorragende Gesamtleistung ohne Rücksicht auf die Album-Verkäufe oder Chart-Position zu würdigen.
Eine dieser Kategorien war der Grammy Award for Best Southern, Country or Bluegrass Gospel Album. Der Preis wurde von 1991 bis 2011 vergeben und hieß zunächst Grammy Award for Best Southern Gospel Album. Im ersten Jahr ging die Auszeichnung an Bruce Carroll für das Album The Great Exchange. Ab 1994 nannte sich der Preis Grammy Award for Best Southern Gospel, Country Gospel or Bluegrass Gospel Album, ab 1998 Grammy Award for Best Southern, Country or Bluegrass Gospel Album. Nach 2011 wurde die Auszeichnung mit den Kategorien Grammy Award for Best Rock Gospel Album und Grammy Award for Best Pop/Contemporary Gospel Album zusammengelegt und es wurde die neue Kategorie Grammy Award for Best Contemporary Christian Music Album gebildet. Im Jahr 2015 wurde eine ähnliche Kategorie, der Grammy Award for Best Roots Gospel Album, eingeführt.
Bill Gaither hat die meisten Siege in der Kategorie Grammy Award for Best Southern, Country or Bluegrass Gospel Album erzielt, mit insgesamt vier Siegen: zwei aus seiner Arbeit in der Gaither Vocal Band und zwei weitere in Kombination mit seiner Frau Gloria. Bill Gaither hat auch die meisten Nominierungen erhalten, mit insgesamt elf Nominierungen.

## Gewinner und Nominierte
| Jahr | Gewinner | Nationalität                           | Werk                                                              | Nominierte | Bild des/der Gewinner(s) |
| ---- | --- | -------------------------------------- | ----------------------------------------------------------------- | --- | ------------------------ |
| 1991 | Bruce Carroll | Vereinigte Staaten                     | The Great Exchange                                                | - Happy Goodman Family – The Reunion - The Nelons – Let the Redeemed Say So - Speer Family – He’s Still in the Fire - J. D. Sumner and the Stamps – Victory Road |                          |
| 1992 | Gaither Vocal Band | Vereinigte Staaten                     | Homecoming                                                        | - The Chuck Wagon Gang – Still Rollin’ - Mid-South Boys – Shoulder to Shoulder - Speer Family – Hallelujah Time - J. D. Sumner and the Stamps – Peace in the Valley - The Talleys – Love Will |                          |
| 1993 | Bruce Carroll | Vereinigte Staaten                     | Sometimes Miracles Hide                                           | - Cathedral Quartet – Camp Meeting Live - Jeff & Sheri Easter – Pickin’ the Best ... Live - Florida Boys – Live - Speer Family – 70th Anniversary Celebration |                          |
| 1994 | Kathy Mattea | Vereinigte Staaten                     | Good News                                                         | - Bruce Carroll – Walk On - Cathedral Quartet – Worship His Glory - Gaither Vocal Band – Southern Classics - Ralph Stanley – Sunday Morning |                          |
| 1995 | The Cox Family und Alison Krauss | Vereinigte Staaten                     | I Know Who Holds Tomorrow                                         | - Cathedral Quartet – High and Lifted Up - Charlie Daniels – The Door - Wendy Bagwell and the Sunliters – Tell It Again - The Torchmen – Just Stopped By |                          |
| 1996 | Bill Hearn (Produzent) |                                        | Amazing Grace – A Country Salute to Gospel                        | - Bruce Carroll – One Summer Evening Live - Crystal Gayle – Someday - Joe Isaacs and Ralph Stanley – A Gospel Gathering - Jerry & Tammy Sullivan – At the Feet of God |                          |
| 1997 | Andy Griffith | Vereinigte Staaten                     | I Love to Tell the Story – 25 Timeless Hymns                      | - Charlie Daniels – Steel Witness - Doyle Lawson & Quicksilver – There’s a Light Guiding Me - Bobbie Nelson und Willie Nelson – How Great Thou Art - Ricky Van Shelton – Don’t Overlook Salvation |                          |
| 1998 | | David Corlew and Peter York, producers | Amazing Grace 2: A Country Salute to Gospel                       | - James Blackwood and the Light Crust Doughboys – Keep Lookin' Up: The Texas Swing Sessions - Gaither Vocal Band – Back Home in Indiana - The Martins – Light of the World |                          |
| 1999 | Peter Afterman, John Huie und Ken Levitan (Produzenten)                                                                                     |                                        | The Apostle – Music from and Inspired by the Motion Picture       | - James Blackwood Quartet and the Light Crust Doughboys – They Gave the World a Smile: The Stamps Quartet Tribute Album - Cathedral Quartet – Faithful - Bill and Gloria Gaither and Their Homecoming Friends – Down by the Tabernacle - Andy Griffith – Just as I Am                                                 |                          |
| 2000 | Bill and Gloria Gaither and Their Homecoming Friends                                                                                        | Vereinigte Staaten                     | Kennedy Center Homecoming                                         | - Glen Campbell – A Glen Campbell Christmas - Roy Clark – Roy Clark Sings & Plays Gospel Greats - Doyle Lawson & Quicksilver – Winding Through Life - J. D. Sumner and the Stamp Quartet – The Final Sessions |                          |
| 2001 | Ricky Skaggs und Kentucky Thunder Brent King und Alan Shulman (Toningenieure)                                                               | Vereinigte Staaten                     | Soldier of the Cross                                              | - The Jordanaires, the Light Crust Doughboys mit James Blackwood – The Great Gospel Hit Parade: From Memphis to Nashville to Texas - Cathedral Quartet – The Cathedrals: A Farewell Celebration - Doyle Lawson & Quicksilver – Just Over in Heaven - Paul Williams & The Victory Trio – Old Ways & Old Paths          |                          |
| 2002 | Bill and Gloria Gaither and Their Homecoming Friends Chad Evans (Toningenieur)                                                              | Vereinigte Staaten                     | Bill & Gloria Gaither Present a Billy Graham Music Homecoming     | - Merle Haggard und Albert E. Brumley, Jr. – Two Old Friends - Ann-Margret und The Jordanaires, the Light Crust Doughboys mit James Blackwood – God Is Love: The Gospel Sessions - The Oak Ridge Boys – From the Heart - Randy Travis – Inspirational Journey                                                         |                          |
| 2003 | The Jordanaires, Larry Ford und the Light Crust Doughboys Tim Cooper, Chuck Ebert, Adrian Payne, Robb Tripp und Philip York (Toningenieure) | Vereinigte Staaten                     | We Called Him Mr. Gospel Music: The James Blackwood Tribute Album | - Charlie Daniels Band – How Sweet the Sound: 25 Favorite Hymns and Gospel Greats - Gaither Vocal Band – Everything Good - The Oak Ridge Boys – An Inconvenient Christmas |                          |
| 2004 | Randy Travis Kyle Lehning (Produzent), Jason Lehning und Steve Tillisch (Toningenieure)                                                     | Vereinigte Staaten                     | Rise and Shine                                                    | - Blue Highway – Wondrous Love - The Crabb Family – The Walk - Gaither Vocal Band – A Cappella - Engelbert Humperdinck, The Blackwood Brothers Quartet, The Jordanaires und the Light Crust Doughboys – Always Hear the Harmony: The Gospel Sessions                                                                  |                          |
| 2005 | Randy Travis Kyle Lehning (Produzent), Jason Lehning und Casey Wood (Toningenieure)                                                         | Vereinigte Staaten                     | Worship & Faith                                                   | - The Crabb Family – Driven - Art Greenhaw, The Jordanaires, Nokie Edwards, and the Light Crust Doughboys – 20th Century Gospel: From Hymns to Blackwood Brothers Tribute to Christian Country - Buddy Miller– Universal United House of Prayer - Verschiedene Künstler – Amazing Grace 3: A Country Salute to Gospel |                          |
| 2006 | Amy Grant Vince Gill und Brown Bannister (Produzenten). Steve Bishir (Toningenieur)                                                         | Vereinigte Staaten                     | Rock of Ages... Hymns and Faith                                   | - The Crabb Family – Live At Brooklyn Tabernacle - Larry Gatlin & The Gatlin Brothers – Sing Their Family Gospel Favorites - The Jordanaires, Nokie Edwards, the Light Crust Doughboys und Larry „T-Byrd“ Gordon – Southern Meets Soul: An American Gospel Jubilee - The Oak Ridge Boys – Common Thread               |                          |
| 2007 | Randy Travis Kyle Lehning (Produzent), Casey Wood (Toningenieur)                                                                            | Vereinigte Staaten                     | Glory Train: Songs of Faith, Worship, and Praise                  | - Kenny Bishop – Kenny Bishop - Del McCoury Band – The Promised Land - Gaither Vocal Band – Give It Away - Alan Jackson – Precious Memories |                          |
| 2008 | Ricky Skaggs und The Whites Brent King (Toningenieur)                                                                                       | Vereinigte Staaten                     | Salt of the Earth                                                 | - Bill and Gloria Gaither and The Homecoming Friends – Amazing Grace - Karen Peck and New River – Journey of Joy - Billy Joe Shaver – Everybody’s Brother - Kenny & Amanda Smith Band – Tell Someone - Verschiedene Künstler (Ed Cash Produzent) – I’ll Fly Away: Country Hymns & Songs of Faith                      |                          |
| 2009 | Gaither Vocal Band Chad Evans und Pete Greene (Toningenieure)                                                                               | Vereinigte Staaten                     | Lovin’ Life                                                       | - The Booth Brothers – Room for More - Charlie Louvin – Steps to Heaven - Bart Millard – Hymned Again - Karen Peck and New River – Ephesians One |                          |
| 2010 | Jason Crabb Paul Corley und Ben Fowler (Toningenieure)                                                                                      | Vereinigte Staaten                     | Jason Crabb                                                       | - Ernie Haase & Signature Sound – Dream On - Tracy Lawrence – The Rock - Barry Scott & Second Wind – In God’s Time - Triumphant Quartet – Everyday |                          |
| 2011 | Diamond Rio Michael Clute (Toningenieur) | Vereinigte Staaten                     | The Reason                                                        | - Austins Bridge – Times Like These - Jeff & Sheri Easter – Expecting Good Things - Ty Herndon – Journey On - Karen Peck & New River – Live at Oak Tree: Karen Peck & New River |                          |